# Jozef Minďaš
Jozef Minďaš, též Jozef Minďáš (* 25. ledna 1932), byl slovenský a československý politik Komunistické strany Slovenska a poslanec Sněmovny lidu Federálního shromáždění za normalizace.

## Biografie
K roku 1971 se profesně uvádí jako předseda JZD. K roku 1976 a 1981 jako ředitel státního statku.
Ve volbách roku 1971 zasedl do Sněmovny lidu (volební obvod č. 196 - Spišská Nová Ves, Východoslovenský kraj). Mandát obhájil ve volbách roku 1976 (obvod Spišská Nová Ves) a volbách roku 1981 (obvod Spišská Nová Ves). Ve FS setrval do konce funkčního období, tedy do voleb roku 1986.